# روبن ویناگره
روبن ویناگره (انگلیسی: Rúben Vinagre؛ زادهٔ ۹ آوریل ۱۹۹۹) بازیکن فوتبال اهل پرتغال است.
از باشگاه‌هایی که در آن بازی کرده‌است می‌توان به موناکو اشاره کرد.
وی همچنین در تیم‌های ملی فوتبال زیر ۱۶ سال پرتغال، زیر ۱۷ سال پرتغال، زیر ۱۸ سال پرتغال، زیر ۱۹ سال پرتغال، زیر ۲۰ سال پرتغال، و زیر ۲۱ سال پرتغال بازی کرده‌است.

## تیم ملی
ویناگره در پنج بازی شرکت کرد و پرتغال در سال ۲۰۱۶ قهرمانی اروپا زیر ۱۷ سال در آذربایجان را پس از شکست اسپانیا در ضربات پنالتی به دست آورد.
او دو سال بعد به پرتغال برای کسب دستاورد مشابه در رده سنی زیر ۱۹ سال کمک کرد.
در ۱۱ اکتبر ۲۰۱۸، ویناگره برای اولین بار در ترکیب تیم ملی فوتبال زیر ۲۱ سال پرتغال قرار گرفت که در نهایت در برابر لیختن اشتاین با نتیجه ۹ بر صفر پیروز شدند.